# Le Nuove
Le Nuove sono state un complesso carcerario di Torino, attivo dal 1870 alla fine degli anni ottanta del XX secolo.

## Storia
Il complesso carcerario "Le Nuove" è stato edificato tra il 1857 e il 1869 su progetto dell'architetto Giuseppe Polani, sotto il regno di Vittorio Emanuele II. La sua edificazione aveva il preciso intento di sostituire le numerose ma inadeguate strutture adibite a prigione, sparse per la città. 
Torino infatti non disponeva di un'unica struttura carceraria, bensì di molti luoghi di reclusione a carattere specifico. In Via San Domenico 13 vi era il carcere criminale principale, mentre al civico 32 della medesima via, vi erano le prigioni dette "Le Forzate", adibite  a carcere femminile. In Via Stampatori 3 era invece ospitato il carcere correzionale per accusati di pene minori, mentre presso le torri della Porta Palatina vi era un secondo carcere femminile.
La memoria popolare ed alcuni libri di memorie, ricordano anche il famigerato croton (cantinone), ovvero un grande locale posto nei sotterranei di Palazzo Madama, usato come "camera di sicurezza" per coloro che erano arrestati dalla Polizia, che occupava alcuni locali nel lato rivolto verso la via Po.

## Dal 1945 a oggi
Durante il fascismo Le Nuove ospitarono molti oppositori e dissidenti politici, mentre durante l'occupazione nazista, il braccio gestito dalle SS fu teatro di incarceramenti e cruente torture di partigiani ed ebrei, come Ignazio Vian ed Emanuele Artom, deportati e condannati a morte. 
La struttura del penitenziario non subì modifiche di rilievo fino al 1945. A partire da allora si iniziano a registrare lenti ma graduali cambiamenti nei regolamenti, in virtù del rispetto dei princìpi fondamentali della Costituzione.
Nel corso degli anni cinquanta vengono ampliate le finestre delle celle, si istituisce un asilo nido per i figli delle detenute e si restaurano vari spazi comuni, comprese le due cappelle. In seguito si organizzano anche i locali che ospiteranno i corsi professionali e vengono abbattuti i vari muri che dividono i cortili creando un unico grande spazio. 
Dal 1975, con la legge della riforma penitenziaria ogni cella viene dotata di termosifoni, lavandino e di un gabinetto e ciascun braccio viene suddiviso in tre piani sovrapposti, eliminando le tipiche balconate del primo e secondo piano.
Dagli anni ottanta "Le Nuove" verranno progressivamente sostituite dal nuovo penitenziario nella zona più periferica delle "Vallette", ma parte dei locali verranno ancora utilizzati per la collocazione dei detenuti in regime di semilibertà (fino al 2003) e come sede operativa per la formazione di Agenti di Custodia della Polizia Penitenziaria. 
A partire dagli anni duemila, il complesso "Le Nuove" è stato oggetto di restauro ed è sede di saltuarie visite guidate e iniziative culturali, ospitando inoltre un museo.